# روبرت والتر (مخرج)
روبرت والتر (بالإنجليزية: Robert Walter)‏ هو مخرج أمريكي، ولد في 16 ديسمبر 1945.